# Aelurillus v-insignitus obsoletus
Aelurillus v-insignitus obsoletus is een spinnenondersoort in de taxonomische indeling van de springspinnen (Salticidae).
Het dier behoort tot het geslacht Aelurillus. De wetenschappelijke naam van de soort werd voor het eerst geldig gepubliceerd in 1891 door Wladislaus Kulczynski.